# Olympische Sommerspiele 1920/Teilnehmer (Südafrikanische Union)
| Gelbes Symbol für Goldmedaillen mit stilisierten Olympischen Ringen | Graues Symbol für Silbermedaillen mit stilisierten Olympischen Ringen | Braundes Symbol für Bronzemedaillen mit stilisierten Olympischen Ringen |
| ------------------------------------------------------------------- | --------------------------------------------------------------------- | ----------------------------------------------------------------------- |
| 3                                                                   | 4                                                                     | 3                                                                       |

Die Südafrikanische Union nahm an den Olympischen Sommerspielen 1920 in Antwerpen, Belgien, mit einer Delegation von 39 Sportlern (38 Männer und eine Frau) an 34 Wettbewerben in sieben Sportarten teil. Es konnten zehn Medaillen (je dreimal Gold und Bronze sowie viermal Silber) gewonnen werden. Jüngster Athlet war der Boxer Roy Ingram (19 Jahre und 276 Tage), ältester Athlet war der Sportschütze George Harvey (42 Jahre und 205 Tage). Es war die vierte Teilnahme an Olympischen Sommerspielen für das Land.

## Medaillengewinner

### Gold
| Name            | Sportart       | Wettkampf     |
| --------------- | -------------- | ------------- |
| Clarence Walker | Boxen          | Bantamgewicht |
| Bevil Rudd      | Leichtathletik | 400 m         |
| Louis Raymond   | Tennis         | Einzel        |

### Silber
| Name                                                                        | Sportart       | Wettkampf                            |
| --------------------------------------------------------------------------- | -------------- | ------------------------------------ |
| Henry Dafel Clarence Oldfield Jack Oosterlaak Bevil Rudd                    | Leichtathletik | 4 × 400 m Staffel                    |
| Henry Kaltenbrunn                                                           | Radsport       | Einzelzeitfahren                     |
| William Smith James Walker                                                  | Radsport       | Tandem                               |
| Robert Bodley Ferdinand Buchanan George Harvey Frederick Morgan David Smith | Sportschießen  | Armeegewehr Mannschaft liegend 600 m |

### Bronze
| Name                                                      | Sportart       | Wettkampf                    |
| --------------------------------------------------------- | -------------- | ---------------------------- |
| Bevil Rudd                                                | Leichtathletik | 800 m                        |
| Sammy Goosen Henry Kaltenbrunn William Smith James Walker | Radsport       | 4000 m Mannschaftsverfolgung |
| Charles Winslow                                           | Tennis         | Einzel                       |

## Teilnehmer nach Sportarten

### Boxen
Herren
- Dick Beland
  - Leichtgewicht

Rang vier
Runde eins: Sieg gegen Jacques Grégoire aus Frankreich durch technischen K. o. in der dritten Runde
Viertelfinale: Punktsieg gegen Julien Van Muyzen aus Belgien
Halbfinale: Niederlage gegen Samuel Mosberg aus den Vereinigten Staaten von Amerika durch K. o. in der ersten Runde
- Bob Bradley
  - Mittelgewicht

Rang fünf
Runde eins: Freilos
Runde zwei: Punktniederlage gegen Jan Hesterman aus den Niederlanden
- Tom Holdstock
  - Halbschwergewicht

Rang fünf
Runde eins: Punktsieg gegen Johan Clementz aus Norwegen
Viertelfinale: Punktniederlage gegen Edward Eagan aus den Vereinigten Staaten von Amerika
- Roy Ingram
  - Weltergewicht

Rang neun
Runde eins: Freilos
Runde zwei: Punktniederlage gegen Trygve Stokstad aus Norwegen
- James McGregor
  - Halbschwergewicht

Rang neun
Runde eins: Niederlage nach Punkten gegen Edwin Schell aus den Vereinigten Staaten von Amerika
- Joseph Thomas
  - Weltergewicht

Rang neun
Runde eins: Freilos
Runde zwei: Niederlage nach Punkten gegen Albert Schneider aus Kanada
- Clarence Walker
  - Bantamgewicht

Rang eins 
Runde eins: Punktsieg gegen Alfons Bouwens aus Belgien
Viertelfinale: Sieg nach Punkten gegen Edward Hartman aus den Vereinigten Staaten von Amerika
Halbfinale: gegen George McKenzie aus Großbritannien nach Punkten durchgesetzt
Finale: Punktsieg gegen Clifford Graham aus Kanada

### Leichtathletik
Herren

4-mal-100-Meter-Staffel
- Ergebnisse
Runde eins: ausgeschieden in Lauf drei (Rang drei), 44,0 s, zwei Meter hinter dem Zweitplatzierten
- Staffel
Willie Bukes
Henry Dafel
Frank Irvine
Jack Oosterlaak

4-mal-400-Meter-Staffel
- Ergebnisse
Runde eins: in Lauf zwei (Rang eins) für das Finale qualifiziert, 3:38,6 min,
Finale: 3:23,0 min, sechs Meter hinter dem Erstplatzierten, Rang zwei
- Staffel
Bevil Rudd
Henry Dafel
Clarence Oldfield
Jack Oosterlaak

Einzel
- Willie Bukes
  - 100-Meter-Lauf

Runde eins: in Lauf drei (Rang zwei) für das Viertelfinale qualifiziert, 10,9 s, einen Meter hinter dem Erstplatzierten
Viertelfinale: ausgeschieden in Lauf zwei (Rang drei), keine Zeit bekannt
  - 200-Meter-Lauf

Runde eins: ausgeschieden in Lauf fünf (Rang drei), 23,4 s, einen Meter hinter dem Erstplatzierten
- Henry Dafel
  - 400-Meter-Lauf

Runde eins: in Lauf drei (Rang zwei) für das Viertelfinale qualifiziert, 51,2 s, drei Meter hinter dem Erstplatzierten
Viertelfinale: in Lauf drei (Rang eins) für das Halbfinale qualifiziert, 51,0 s
Halbfinale: in Lauf zwei (Rang eins) für das Finale qualifiziert, 50,4 s
Finale: Rang sechs, keine Zeit bekannt
  - 800-Meter-Lauf

Runde eins: in Lauf vier (Rang drei) für das Halbfinale qualifiziert, 1:59,9 min, drei Meter hinter dem Zweitplatzierten
Halbfinale: ausgeschieden in Lauf drei (Rang sechs), keine Zeit bekannt
- Leonard Dixon
  - 100-Meter-Lauf

Runde eins: ausgeschieden in Lauf fünf (Rang drei), keine Zeit bekannt
- James Doig
  - 800-Meter-Lauf

Runde eins: in Lauf eins (Rang vier) für das Halbfinale qualifiziert, 2:03,0 min, drei Meter hinter dem Drittplatzierten
Halbfinale: ausgeschieden in Lauf eins (Rang sieben), 2:01,5 min, zwei Meter hinter dem Sechstplatzierten
- Christopher Gitsham
  - Marathon

Finale: Wettkampf nicht beendet (DNF)
- Frank Irvine
  - 100-Meter-Lauf

Runde eins: ausgeschieden in Lauf vier (Rang drei), keine Zeit bekannt
  - 200-Meter-Lauf

Runde eins: ausgeschieden in Lauf neun (Rang drei), 23,3 s
  - 400-Meter-Lauf

Runde eins: ausgeschieden in Lauf zwei (Rang vier), keine Zeit bekannt
- Harold Jeppe
  - 110 Meter Hürden

Runde eins: ausgeschieden in Lauf fünf (Rang drei), keine Zeit bekannt
- Cecil McMaster
  - 3000-Meter-Gehen

Runde eins: in Lauf zwei (Rang zwei) für das Finale qualifiziert, 13:48,5 min, 30 Meter hinter dem Erstplatzierten
Finale: 13:23,6 min, Rang vier, fünf Meter hinter dem Drittplatzierten
  - 10.000-Meter-Gehen

Runde eins: in Lauf zwei (Rang zwei) für das Finale qualifiziert, 51:39,0 min
Finale: 50:04,0 min, Rang vier, 130 Meter hinter dem Drittplatzierten
- Clarence Oldfield
  - 400-Meter-Lauf

Runde eins: in Lauf eins (Rang zwei) für das Viertelfinale qualifiziert, 52,2 s, einen Meter hinter dem Erstplatzierten
Viertelfinale: ausgeschieden in Lauf eins (Rang fünf), 51,1 s, zwei Meter hinter dem Viertplatzierten
- Jack Oosterlaak
  - 100-Meter-Lauf

Runde eins: in Lauf elf (Rang eins) für das Viertelfinale qualifiziert, 11,0 s
Viertelfinale: in Lauf vier (Rang zwei) für das Halbfinale qualifiziert, 11,0 s
Halbfinale: ausgeschieden in Lauf eins (Rang vier), keine Zeit bekannt
  - 200-Meter-Lauf

Runde eins: in Lauf zehn (Rang zwei) für das Viertelfinale qualifiziert, 23,2 s, drei Meter hinter dem Erstplatzierten
Viertelfinale: in Lauf fünf (Rang eins) für das Halbfinale qualifiziert, 23,0 s
Halbfinale: in Lauf zwei (Rang drei) für das Finale qualifiziert, 22,7 s, zwei Meter hinter dem Zweitplatzierten
Finale: Rang sechs, keine Zeit bekannt
- Leonard Richardson
  - Crosslauf

Finale: Wettkampf nicht beendet (DNF)
- Bevil Rudd
  - 400-Meter-Lauf

Runde eins: in Lauf fünf (Rang eins) für das Viertelfinale qualifiziert, 50,6 s
Viertelfinale: in Lauf vier (Rang zwei) für das Halbfinale qualifiziert, 51,2 s, ein Meter hinter dem Erstplatzierten
Halbfinale: in Lauf eins (Rang zwei) für das Finale qualifiziert, 49,7 s
Finale: 49,6 s 
  - 800-Meter-Lauf

Runde eins: in Lauf zwei (Rang eins) für das Halbfinale qualifiziert, 1:55,0 min
Halbfinale: in Lauf zwei (Rang eins) für das Finale qualifiziert, 1:57,0 min
Finale: 1:54,0 min Rang drei
- Attie van Heerden
  - 400 Meter Hürden

Runde eins: ausgeschieden in Lauf zwei, Wettkampf nicht beendet (DNF)

### Radsport
Herren

Bahn

4000 Meter Mannschaftsverfolgung
- Ergebnisse
Runde eins: in Lauf vier (Rang eins) für das Halbfinale qualifiziert, 5:21,0 min
Halbfinale: ausgeschieden in Lauf zwei (Rang zwei), 5:17,8 min
Rang drei
- Mannschaft
Sammy Goosen
Henry Kaltenbrunn
William Smith
James Walker

Tandem
- Ergebnisse
Runde eins: in Lauf zwei (Rang eins) für das Halbfinale qualifiziert, 1:21,2 min
Halbfinale: in Lauf zwei (Rang eins) für das Finale qualifiziert, 1:29,6 min
Finale: Rang zwei, eine Radlänge hinter dem Sieger
- Mannschaft
William Smith
James Walker

Tandem
- Ergebnisse
Runde eins: ausgeschieden in Lauf drei (Rang zwei), eine Radlänge hinter dem Erstplatzierten
- Mannschaft
Sammy Goosen
George Thursfield

Einzel
- James Walker
  - 50 km

Finale: Wettkampf nicht beendet (DNF)
  - Sprint

Runde eins: in Lauf sieben (Rang eins) für die zweite Runde qualifiziert, 13,6 s
Runde zwei: in Lauf sechs (Rang eins) für das Halbfinale qualifiziert, 13,6 s
Halbfinale: ausgeschieden in Lauf drei (Rang drei), eine Radlänge hinter dem Zweitplatzierten
- George Thursfield
  - Sprint

Runde eins: in Lauf acht (Rang zwei) für die zweite Runde qualifiziert, eine Radlänge hinter dem Erstplatzierten
Runde zwei: in Lauf drei (Rang eins) für das Halbfinale qualifiziert, 13,2 s
Halbfinale: ausgeschieden in Lauf eins (Rang zwei), zehn Zentimeter hinter dem Erstplatzierten
- William Smith
  - 50 km

Finale: 3/4 Länge hinter dem Sieger, Rang sieben
  - Sprint

Runde eins: ausgeschieden in Lauf elf (Rang drei), eine Länge hinter dem Erstplatzierten
- Sammy Goosen
  - Sprint

Runde eins: ausgeschieden in Lauf drei (Rang zwei), eine Länge hinter dem Erstplatzierten

Straße

Einzel
- Henry Kaltenbrunn
  - Einzelzeitfahren (175 km)

Finale: 4:41:26,6 h, Rang zwei
- James Walker
  - Einzelzeitfahren (175 km)

Finale: Wettkampf nicht beendet (DNF)

### Ringen
Herren

Freistil
- Jan van Rensburg
  - Halbschwergewicht

Rang neun
Runde eins: ausgeschieden nach Punktniederlage gegen Charles Courant aus der Schweiz

### Schießen
Herren

Freies Gewehr Dreistellungskampf 300 Meter Mannschaft
- Ergebnisse
Finale: 4292 Punkte, Rang zehn
- Mannschaft
Robert Bodley
George Harvey
Frederick Morgan
Mark Paxton
David Smith

Armeegewehr liegend 300 Meter Mannschaft
- Ergebnisse
Finale: 276 Punkte, Rang acht
- Mannschaft
Robert Bodley
George Lishman
Frederick Morgan
Mark Paxton
David Smith

Armeegewehr liegend 600 Meter Mannschaft
- Ergebnisse
Finale: 287 Punkte, Rang zwei 
Stechen
Runde eins: 283 Punkte, Rang eins
Runde zwei: 279 Punkte, Rang zwei
- Mannschaft
Robert Bodley
Ferdinand Buchanan
George Harvey
Frederick Morgan
David Smith

Armeegewehr stehend 300 Meter Mannschaft
- Ergebnisse
Finale: 233 Punkte, Rang neun
- Mannschaft
Robert Bodley
Ferdinand Buchanan
Frederick Morgan
Mark Paxton
David Smith

Armeegewehr liegend 300 und 600 Meter Mannschaft
- Ergebnisse
Finale: 560 Punkte, Rang fünf
- Mannschaft
Robert Bodley
Ferdinand Buchanan
George Harvey
Frederick Morgan
David Smith

Kleinkaliber stehend 50 Meter Mannschaft
- Ergebnisse
Finale: 1755 Punkte, Rang acht
- Mannschaft
Robert Bodley
George Harvey
George Lishman
Frederick Morgan
Mark Paxton

Einzel
- Robert Bodley
  - Kleinkaliber 50 Meter liegend

Finale: kein Ergebnis bekannt
- George Harvey
  - Kleinkaliber 50 Meter liegend

Finale: kein Ergebnis bekannt
- George Lishman
  - Kleinkaliber 50 Meter liegend

Finale: kein Ergebnis bekannt
- Frederick Morgan
  - Kleinkaliber 50 Meter liegend

Finale: kein Ergebnis bekannt
- Mark Paxton
  - Kleinkaliber 50 Meter liegend

Finale: kein Ergebnis bekannt

### Schwimmen
Damen
- Blanche Nash
  - 100 Meter Freistil

Halbfinale: ausgeschieden in Lauf drei (Rang fünf), keine Zeit bekannt
  - 300 Meter Freistil

Halbfinale: ausgeschieden in Lauf drei (Rang sechs), keine Zeit bekannt

### Tennis
Herren

Doppel

Mannschaft 1
- Ergebnisse
Rang fünf
Runde eins: 3:0-Sieg nach Sätzen gegen die zweite Mannschaft Spaniens
Runde zwei: 3:0-Satzsieg gegen die dritte Mannschaft der Tschechoslowakei
Viertelfinale: 1:3 (3:6, 2:6, 6:4, 3:6) Niederlage nach Sätzen gegen die Mannschaft Japans
- Mannschaft
Brian Norton
Louis Raymond

Mannschaft 2
- Ergebnisse
Rang fünf
Runde eins: 3:1-Satzsieg gegen die erste Mannschaft Großbritanniens
Runde zwei: 3:1-Satzsieg gegen die zweite Mannschaft Frankreichs
Viertelfinale: 1:3 (6:3, 4:6, 4:6, 5:7) Niederlage gegen die dritte Mannschaft Frankreichs
- Mannschaft
Cecil Blackbeard
George Dodd

Einzel
- George Dodd
Rang fünf
Runde eins: 3:1-Sieg nach Sätzen gegen Jean-François Blanchy aus Frankreich
Runde zwei: 3:0-Satzsieg gegen Max Décugis aus Frankreich
Runde drei: Sieg nach Sätzen (3:2) gegen Kashio Seiichirō aus Japan
Viertelfinale: 0:3 (5:7, 1:6, 1:6) Niederlage nach Sätzen gegen Kumagai Ichiya aus Japan
- Brian Norton
Rang 32
Runde eins: 1:3-Satzniederlage gegen Max Décugis aus Frankreich
- Louis Raymond
Rang eins 
Runde eins: Freilos
Runde zwei: 3:1-Satzsieg gegen Maurice van den Bemden aus Belgien
Runde drei: 3:1-Sieg nach Sätzen gegen Jacques Brugnon aus Frankreich
Viertelfinale: Sieg nach Sätzen (3:0 – 6:3, 6:3, 6:1) gegen Sune Malmström aus Schweden
Halbfinale: 3:2 (2:6, 6:3, 6:2, 1:6, 6:2) Sieg gegen Oswald Turnbull aus Großbritannien
Finale: Sieg gegen Kumagai Ichiya aus Japan (5:7, 6:4, 7:5, 6:4)
- Charles Winslow
Rang drei 
Runde eins: Freilos
Runde zwei: 3:1-Satzsieg gegen Jean Samazeuilh aus Frankreich
Runde drei: 3:0-Sieg nach Sätzen gegen Jean Washer aus Belgien
Viertelfinale: 3:2 (6:4, 3:6, 6:4, 4:6, 6:2) Sieg nach Sätzen gegen Gordon Lowe aus Großbritannien
Halbfinale: Niederlage nach Sätzen (0:3 – 2:6, 2:6, 2:6) gegen Kumagai Ichiya aus Japan
Spiel um Platz 3: Kampflos gegen Oswald Turnbull gewonnen